# Ergyne cervicornis
Ergyne cervicornis es una especie de crustáceo isópodo marino de la familia Bopyridae.

## Distribución geográfica
Se distribuye por el mar Mediterráneo. De adulto es parásito de crustáceos decápodos del género Macropipus.